# Сенная улица (Рязань)
Сенна́я у́лица — улица в историческом центре Рязани, пролегающая от Первомайского проспекта до Трубежной улицы.

## История
Первые постоянные поселения появились здесь в XI веке. В 1152 году здесь построили красивую деревянную церковь Бориса и Глеба. После разорения Рязани Батыем в 1237 году сюда переехал епископ Василий Рязанский (позже он перенёс свою резиденцию в Кремль). В 1618 году к тому времени не бедная, как и вся Рязань, улица подверглась разорительному набегу запорожских казаков Сагайдачного. В XIX веке улица застраивается двухэтажными красочными деревянными и каменными домами. В советское время часть исторической застройки была уничтожена. В XXI веке, ближе к улице Маяковского, Сенная застраивается современными офисными и жилыми зданиями.
Улица примечательна разноцветными домами XIX века. Главная достопримечательность — Борисоглебский храм конца XVII века. На улице расположена Академия права и управления Федеральной службы исполнения наказаний, в этом же здании — Музей истории уголовно-исправительной системы.

## Скверы и памятники
На ограниченном с трёх сторон улицей Сенной и с четвёртой — улицей Семинарской пространстве, ныне называемом площадью имени Генерала армии В. Ф. Маргелова, в одноимённых скверах расположены три памятника.

### Памятник Войску Польскому
Памятник в честь Войска Польского в Рязани открыт в 1973 году.

### Мемориал воинам-рязанцам, погибшим в локальных войнах
В Рязани на территории нынешней площади имени Василия Маргелова установлен памятник — колонны, напоминающие расцветкой Георгиевскую ленту, поддерживают металлический венок. Между колоннами — десять плит с именами двухсот девяноста восьми воинов-интернационалистов и Вечный огонь.
Мемориал был открыт в 2000 году в память о воинах, павших в локальных войнах. Рязань входит в первую пятёрку регионов по количеству воинов-интернационалистов. Памятник появился по предложению Героя Советского Союза А. Е. Слюсаря, долгие годы возглавлявшего Рязанское училище ВДВ. Архитектор — А. Н. Корольков. 24 октября 2019 года после выполнения реставрационных работ состоялось открытие обновленного памятника. В 2023 году Министерство обороны Российской Федерации включило мемориал в реестр Вечных огней. До этого момента объект функционировал в статусе Огня памяти, зажигавшегося по временной схеме. С 22 февраля 2023 года Вечный огонь здесь будет гореть всегда.

### Памятник В. Ф. Маргелову
Открытие памятника Герою Советского Союза, легендарному командиру воздушно-десантных войск и генералу армии Василию Филипповичу Маргелову состоялось 6 мая 2013 года и было приурочено к его 105-летию.
В церемонии открытия приняли участие командующий ВДВ России генерал-полковник В. А. Шаманов, губернатор Рязанской области О. И. Ковалёв, начальник Рязанского высшего воздушно-десантного командного училища А. Г. Концевой, Герой Советского Союза, генерал-лейтенант, Почётный гражданин города Рязани А. Е. Слюсарь, глава администрации города Рязани В. Е. Артёмов, почётные гости из ряда регионов России.
Монумент выполнен из бронзы и возвышается на мраморном постаменте. Высота сооружения достигает 7 метров, а общий вес составляет около 8 тонн. Над проектом и его реализацией работали рязанские скульпторы Б. С., П. Б. и В. Б. Горбуновы, архитектор А. С. Кубасов и предприятие «Лит Арт».
Другие памятные знаки В. Ф. Маргелову в Рязани
- Стела-памятник В. Ф. Маргелову на территории РГВВДКУ[6]
- Бюст В. Ф. Маргелова на территории РГВВДКУ на улице Военных автомобилистов. Памятник открыт 27 декабря 2017 года — в день 109-й годовщины со дня рождения Маргелова[7][8]
- Памятник В. Ф. Маргелову на Аллее Героев РГВВДКУ. Открыт 10 ноября 2018 года. Событие приурочено к 100-летию Рязанского гвардейского воздушно-десантного ордена Суворова дважды Краснознаменного командного училища имени генерала армии В. Ф. Маргелова[9][10]

## Галерея

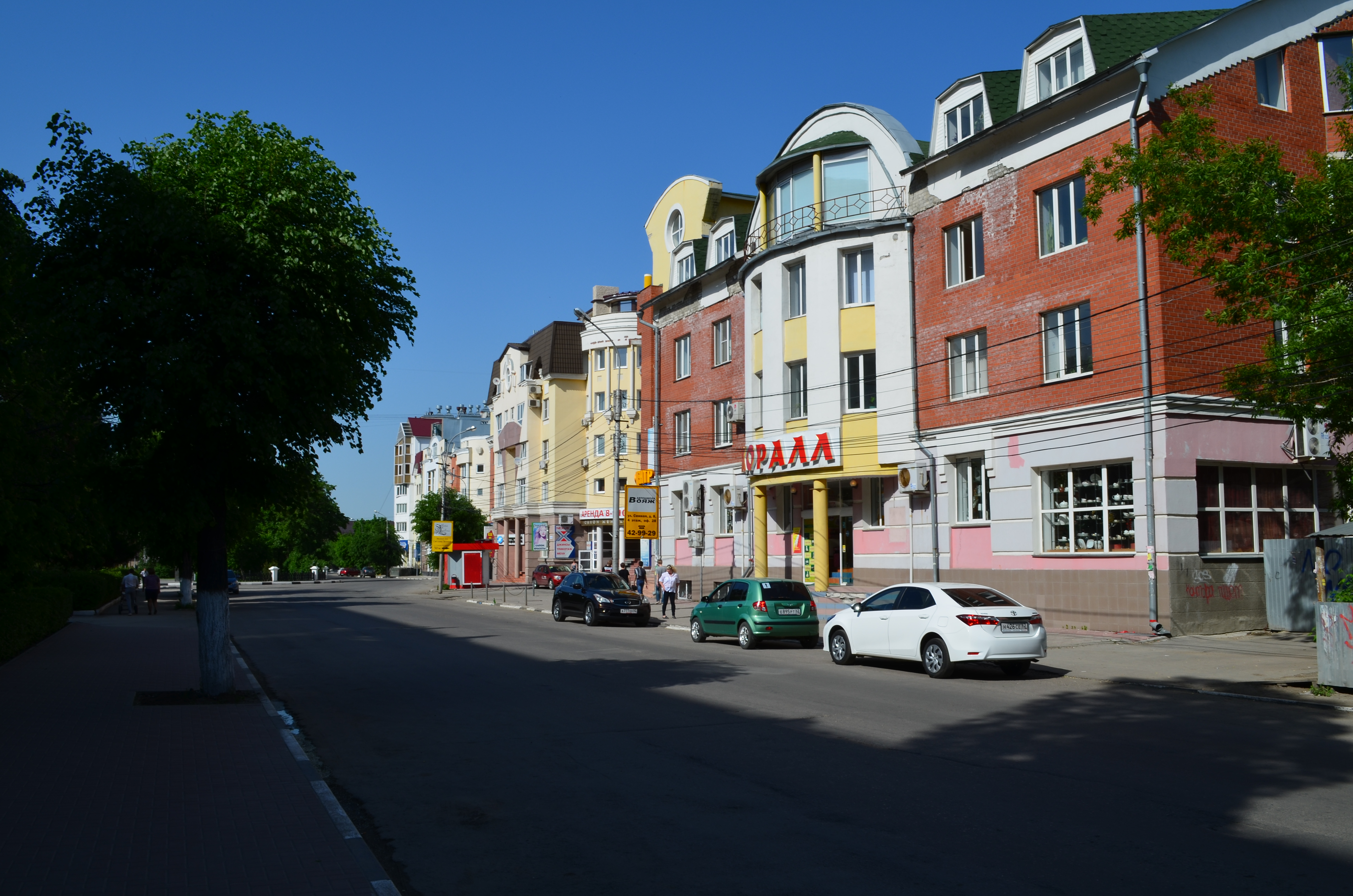
Современная застройка
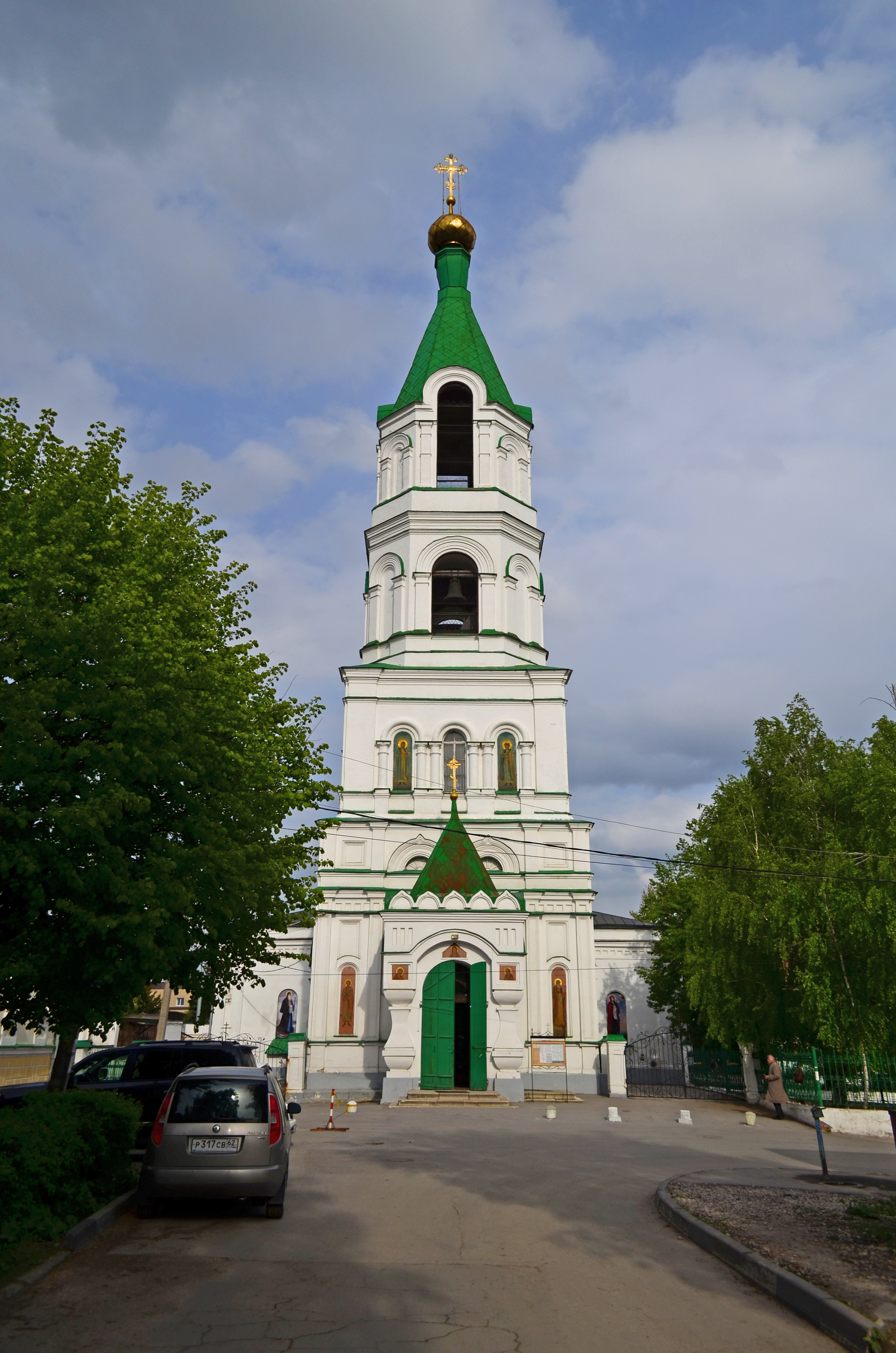
Колокольня храма Бориса и Глеба